# Розточка
Розто́чка, Розточанка — річка в Україні, у Долинському районі Івано-Франківської області, права притока Лужанки (басейн Дністра).

## Опис
Довжина річки приблизно 9  км. Формується з багатьох безіменних струмків.

## Розташування
Бере початок біля вершини Люта Розтока. Тече переважно на північний схід через село Розточки і у Витвиці впадає в річку Лужанку, ліву притоку Свічі.